# Holløselund
Holløselund – miasto w Danii, w regionie Stołecznym, w gminie Gribskov.